# Конопкі-Кольоне
Конопкі-Кольоне (пол. Konopki-Kolonie) — село в Польщі, у гміні Граєво Ґраєвського повіту Підляського воєводства.
Населення — 82 особи (2011).
У 1975-1998 роках село належало до Ломжинського воєводства.

## Демографія
Демографічна структура станом на 31 березня 2011 року:
|          | Загалом | Допрацездатний вік | Працездатний вік | Постпрацездатний вік |
| -------- | ------- | ------------------ | ---------------- | -------------------- |
| Чоловіки | 46      | 13                 | 32               | 1                    |
| Жінки    | 36      | 8                  | 24               | 4                    |
| Разом    | 82      | 21                 | 56               | 5                    |